# Sophie Cavez
 (septembre 2019).
Si vous disposez d'ouvrages ou d'articles de référence ou si vous connaissez des sites web de qualité traitant du thème abordé ici, merci de compléter l'article en donnant les références utiles à sa vérifiabilité et en les liant à la section « Notes et références ».
Sophie Cavez est une accordéoniste belge.

## Biographie
C'est à l'adolescence que Sophie apprend l'accordéon diatonique. En 2001, elle rencontre Didier Laloy, artiste renommé de la scène folk belge, qui lui propose de rejoindre le groupe Urban Trad aux côtés d'Yves Barbieux. Elle rejoint par la suite plusieurs formations musicales comme Camaxe, Dazibao, Knopf Quartet ou encore KV Express.
Avec Dazibao, elle sort notamment deux albums intitulés Alma et E40.
Avec KV Express, groupe qu'elle fonde en 2006, elle sort un premier album, Luna, suivi d'un deuxième album, D-Sensation.
Avec Baltazar Montanaro, duo violon-accordéon, repérés et produits par Didier Mélon de l'émission "Le monde est un village" (RTBF), ils sortent un premier CD en 2010 et un second CD "Escales" en 2012.
Elle participe à de nombreux projets comme Ialma, Viva Niñas, Soetkin Collier Quartet, Monsieur Dupont, Jeff Caresse, Pelegrina Express, Folk2Day, Geneviève Laloy, Raphy Rafaël…

## Discographie
- Josefina Paulson & Sophie Cavez - Murmures - 2023
- Philippe Sizaire & Sophie Cavez - Au pays de quelque part - 2021 Sirus - Lumen - 2019
- KV Express – Zafon – Homerecords 2016
- Duo Montanaro/Cavez – 3e temps – 2015
- Boson du groupe Hiks – 2013 (Sophie joue de la guitare basse sur un titre)[1]
- Duo Montanaro/Cavez – Escales - 2012 – Appel Rekords
- Soetkin Collier Quartet – Reiseiland- 2012 – Appel Rekords
- Jeff Caresse – Les Mamelles du Désir – 2011 – Appel Rekords
- Knopf Quartet – Opus 1 – Wildboar 2011
- The Watchman – Ad Van Meurs & Friends - 2010
- KV Express – D-Sensation – Wildboar 2010
- Duo Montanaro/Cavez – 2010 – Appel Rekords
- Le monde est un village – Vol 10 – 2009 – avec Duo Montanaro/Cavez
- No Blues – Lumen - 2008
- Urban Trad – Erbalunga - 2007
- Dazibao – E40 - 2007
- KV Express – Luna - 2007
- Ialma - Nova Era - 2006
- Boombal vol 1 2006 - Home Records 4446016
- Dazibao - Alma - 2005 - Home Records 4446009
- Geneviève Laloy - Si la terre... - 2005 - Polyson
- Jong Folk - FARS - 2005 - Apple Rekord APR1303
- Camaxe - IMAXES - 2005 - Wildboar
- Urban Trad - ELEM - 2005 - Universal Music
- Le monde est un village - Vol. 6 – 2005 – avec Dazibao
- Une note pour chacun - Attrape ma chanson - 2003 - UNPC001
- Jong Folk - 2003 - Apple Rekord  APR1302